# Găvănosul, Bârzula
Găvănosul (în ucraineană Гавиноси, transliterat: Havînosî) este un sat în comuna Ocna din raionul Bârzula, regiunea Odesa, Ucraina.
În trecut a fost un sat majoritar moldovenesc (românesc) – 60-63% din populație, conform recensământului sovietic din 1926; fiind însă parțial asimilat în prezent.

## Demografie
Componența lingvistică a comunei Găvănosul
     Ucraineană (77,79%)
     Română (18,02%)
     Rusă (4,06%)
     Alte limbi (0,13%)
Conform recensământului din 2001, majoritatea populației comunei Găvănosul era vorbitoare de ucraineană (77,79%), existând în minoritate și vorbitori de română (18,02%) și rusă (4,06%).